# Misión jesuítica de Santiago Apóstol
La misión jesuítica de Santiago Apóstol fue una de las misiones que la Compañía de Jesús estableció en la provincia jesuítica del Paraguay durante la colonización española de América.
Está ubicada en la ciudad de Santiago, departamento de Misiones en Paraguay.
Fue fundada en el año 1651. Refundada en 1669 en el lugar que ocupa actualmente con el nombre de “Santiago Apóstol”, y llegó a albergar a una población de 3968 aborígenes guaraníes.